# Moerasboszwartschild
De moerasboszwartschild (Pterostichus nigrita) is een keversoort uit de familie van de loopkevers (Carabidae). De wetenschappelijke naam van de soort werd in 1790 gepubliceerd door Gustaf von Paykull.